# Mot heresierna
Mot heresierna, latin Adversus hæreses, är en bok skriven av Irenæus under 180-talet som ett svar mot den växande gnostiska rörelsen. Här går han till kraftigt angrepp mot framför allt valentinianerna, men även andra gnostiska rörelser som Markion och Marcellinas rörelser. Han framställde gnosticismen som en hemsk fiende som ville fördärva de troende.
I boken tar Irenæus upp vad han menar är den sanna kristna läran och vad som skall vara de äkta auktoriteterna för de troende. Han lägger stor vikt vid traditionen från apostlarna, det vill säga läran, men även att det fanns en obruten auktoritetsbärande linje av biskopar från apostlarna. Vidare säger han att det finns ett sammanhang mellan det gamla förbundet och det nya i Kristus. Samma Gud har skapat världen, talar i judarnas skrifter som sände Kristus..
I svensk översättning av  Olof Andrén  och med inledning av Per Beskow utkom Mot heresierna 2016.